# Afar (regio)
Afar is een van de negen regio's (kililoch) van Ethiopië. De hoofdstad is Semera en een van bevolking 1.418.000 (2007).

## Geografie
De regio ligt in het noordoosten van Ethiopië en grenst aan Eritrea, Djibouti, en de overige Ethiopische regio's Amhara, Tigray, Somali en Oromiya.
Belangrijke plaatsen zijn, naast de hoofdstad; Dubti, Awash, Gewane en Melka Sedi.
De regio staat bekend om de Danakildepressie.

## Bevolking
De regio is in 1995 op etnische gronden opgericht. Deze regio is naar het volk van de Afars genoemd, die hier de omvangrijkste etnische groep vormen (91,8%). De Afars, ook wel de Danakils genoemd, wonen buiten Ethiopië ook in het oosten van buurland Eritrea en het noorden van buurland Djibouti (zie ook Afar- en Issaland).

## Zones
- Zone 1
- Zone 2
- Zone 3
- Zone 4
- Zone 5

## Overig
In Afar is het skelet van Australopithecus afarensis Lucy gevonden, door Donald Johanson van het Cleveland Museum of Natural History.
Regio's (kililoch): Afar · Amhara · Benishangul-Gumuz · Gambela · Harari · Oromia · Sidama · Somali · Tigray · Yedebub Biheroch Bihereseboch na Hizboch · Zuidwest
Bestuurlijk onafhankelijke steden (astedader akababiwach): Addis Abeba · Dire Dawa